# Energia geotèrmica

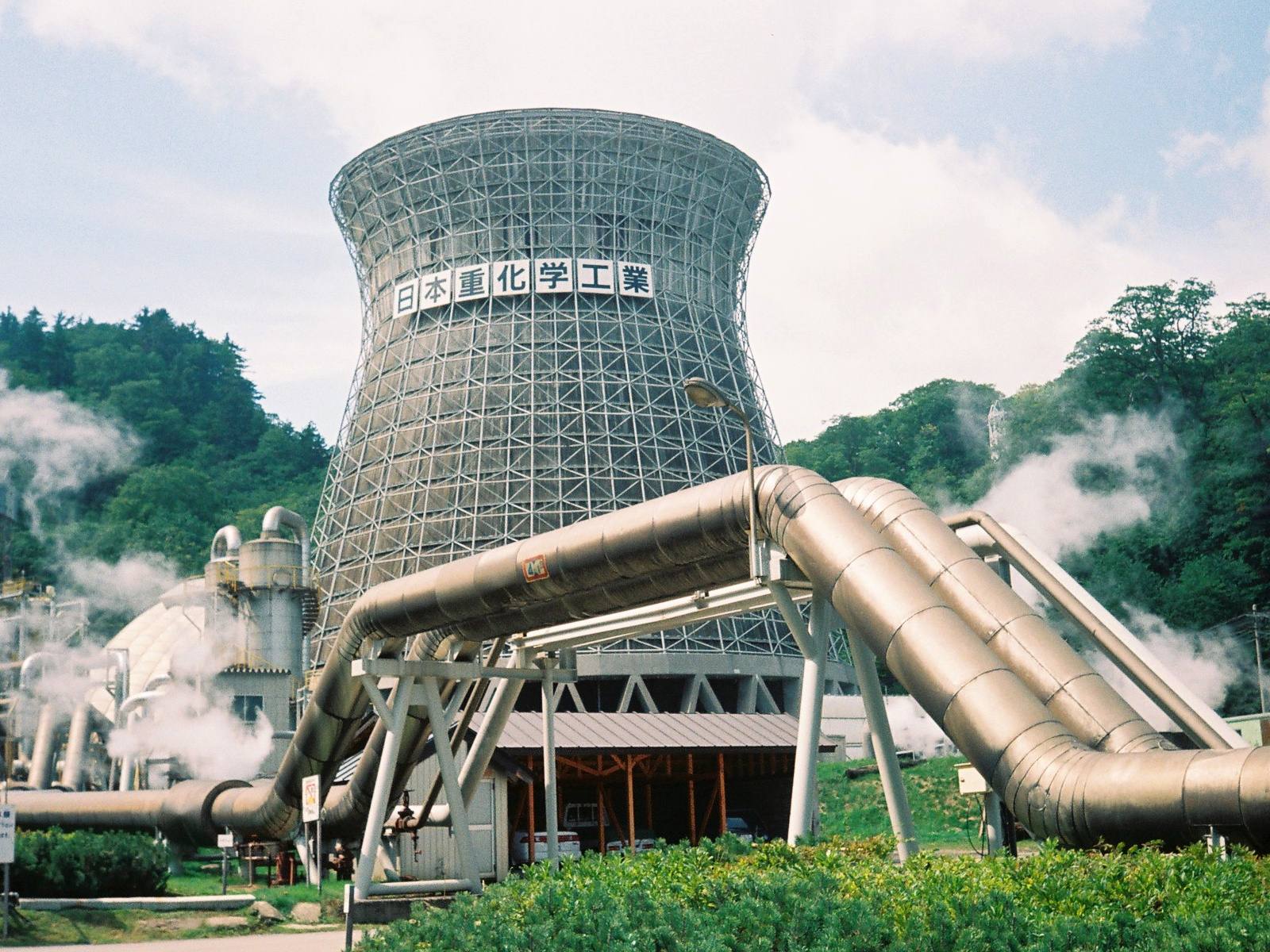
Planta d'energia geotèrmica

L'energia geotèrmica és una energia renovable obtinguda de la calor emmagatzemada a l'interior de la Terra. És una energia inesgotable basada en l'energia de l'interior de la Terra i que no requereix la combustió de cap material, evitant emissions de diòxid de carboni a l'atmosfera.
Habitualment es basa simplement a aprofitar que al subsol la temperatura és més calenta que a la superfície, en hivern, i en canvi més fresca, a l'estiu. Això és conseqüència del fet que les capes superficials de la Terra s'escalfen i refreden amb molta més facilitat que l'interior, que es manté a temperatura constant al llarg de les estacions.
Aquesta energia pot anar lligada, tot i que no necessàriament, a fenòmens geològics com ara volcans, guèisers que expulsen aigua calenta i aigües termals. Per exemple, una altra manera d'obtenir energia pot ser mitjançant jaciments d'aigua calenta prop d'aquestes zones. Es perfora el sòl i s'extrau el líquid, el qual sortirà en forma de vapor si la seva temperatura és prou alta i es podrà aprofitar per accionar una turbina que amb la seva rotació mou un generador que produeix energia elèctrica.

## Història
El districte geotèrmic més antic del món és a Chaudes-Aigues (França). Opera d'ençà el segle xiv. L'explotació industrial va començar el 1827 amb l'ús del vapor del guèisers per extreure àcid bòric del volcà de fang a Larderello (Itàlia). Al segle xx, per la demanda d'electricitat es va considerar fer servir energia geotermal com a font d'energia. El príncep Piero Ginori Conti va provar el primer generador geotermal al 4 de juliol de 1904, al mateix volcà de Larderello on l'extracció d'àcid geotermal va començar. Va encendre amb èxit quatre bombetes. Després, el 1911, es va fer per primer cop una planta d'energia geotèrmica. Va ser l'únic productor d'electricitat geotèrmica fins que Nova Zelanda va construir una planta el 1958.

## Aplicacions
- Aire condicionat a l'estiu
- Calefacció a l'hivern, aplicable a habitacles per a persones, hivernacles, granges d'animals, etc.
- Producció d'aigua calenta sanitària
- Producció d'electricitat
- Producció de calor, aplicable entre d'altres a processos industrials com ara els de calefacció, d'assecat, d'evaporació, de destil·lació, d'esterilització, de desglaç, de rentat i d'extracció de sals

## Avantatges i inconvenients

### Avantatges
- És l'energia més eficient de totes les energies renovables.[1]
- Es manté estable al llarg de les diferents estacions de l'any.[2]
- És una font que es troba a qualsevol indret de la Terra, al contrari de les que depenen de jaciments.
- És independent de les variacions meteorològiques com ara les pluges i, per tant, el cabal del riu, o el vent.
- Es pot utilitzar de manera particular, per exemple a cases aïllades on no arriba l'electricitat.
- No requereix combustió de cap material (urani, petroli, etc.); per tant, no s'esgota amb les reserves d'aquest.
- Els residus que produeix són mínims i provoquen menor impacte ambiental que els originats per energies de combustió, nuclear o d'hidrocarburs. Un habitatge unifamiliar típic deixa d'emetre dues tones anuals de diòxid de carboni si usa energia geotèrmica.
- És econòmic i fàcil de mantenir.
- Té un alt rendiment i un baix consum.[2]
- Estalvi econòmic. Per exemple, en una casa d'uns 150 a 180 metres quadrats, l'estalvi econòmic que suposa és del 70 %.[3]
- El temps de retorn és molt baix. Una instal·lació d'energia geotèrmica s'amortitza entre quatre i sis anys; això vol dir que, en aquest temps, tots els diners estalviats en energia són iguals al preu que ha calgut per a instal·lar la tecnologia.
- L'impacte visual és mínim, pel fet de ser una instal·lació soterrada. En el cas de la climatització, se sol fer amb terra radiant. No calen ventiladors ni aparells interiors a les habitacions ni exteriors, només una bomba.

### Inconvenients
- És una tecnologia nova i menys coneguda que les altres fonts d'energia. A més és difícil calcular quants projectes hi ha.

- És més difícil d'instal·lar de manera particular a grans ciutats, on el subsòl pertany a l'ajuntament i està ocupat per altres serveis.
- No es pot transportar com a energia primària, a menys que es faça amb un intercanviador de calor i un caloportador.

## Producció d'energia geotèrmica
El sistema es basa en la diferència de temperatures entre el subsol i la superfície. L'energia es bescanvia en forma de calor a través de dos circuits tancats d'aigua que els connecten. Per obtenir calor a l'hivern, l'aigua dins el circuit captador geotèrmic, que és un circuit de plàstic disposat en perforacions verticals que arriben a entre 80 i 200 metres de profunditat, recorre, impulsada per una bomba, el subsol fins a escalfar-se, escalfa l'aigua al circuit emissor radiant, un circuit tancat que cedeix la calor a l'edifici. A l'estiu el funcionament és anàleg, però la calor es desplaça en sentit contrari. L'eficiència és major com més profund estigui el circuit del subsol, ja que la diferència de temperatures és major.
Per a obtenir aigua calenta, el circuit captador escalfa aigua calenta d'un circuit obert, que ve de la xarxa d'aigua i es pot emmagatzemar en un o més dipòsits. L'aigua calenta es pot utilitzar també per a moure una turbina, transformant així l'energia tèrmica (geotèrmica, tèrmica provinent del subsol) en energia mecànica. L'energia mecànica es pot fer servir tal qual, per moure màquines, o potser al seu torn transformada en energia elèctrica: electricitat.
Per a potències petites d'energia (producció de fins a 30 kW) i usos particulars, és possible disposar els tubs d'aigua captadors de calor horitzontalment i a poca profunditat, és a dir a entre un i cinc metres, usualment entre un i mig i dos, per exemple sota un jardí. La bomba té la mida d'una nevera però és molt silenciosa, i es pot ubicar al garatge, per exemple.
Aquestes instal·lacions solen realitzar-se amb materials polimèrics (plàstic), habitualment polietilè reticulat (PEX-a).

## Generació d'electricitat
La conversió d'energia geotèrmica en electricitat consisteix en la utilització del vapor, que passa a través d'una turbina que està connectada a un generador, produint així energia elèctrica.
Esta generació d'electricitat a partir d'energia geotèrmica és un bon complement per a la resta de les fonts renovables que, a més, té l'avantatge que és constant al llarg de l'any. Es poden distingir tres tipus de plantes de generació d'electricitat depenent de la temperatura, la profunditat i la qualitat de l'aigua i del vapor extrets.
- Plantes de vapor sec: Aquestes plantes aprofiten directament el vapor que surt de les fractures del sòl per a moure una turbina que genera electricitat.
- Plantes de vapor flash: Aquestes plantes utilitzen aigua de les profunditats de la terra, que és escalfada pel magma fins a uns 200 °C. Com que al centre de la terra es troba a alta pressió, aquesta es manté en estat líquid, però quan és bombejada cap a l'exterior, on la pressió és atmosfèrica, es converteix en vapor. Aquest vapor és aprofitat per moure la turbina que genera l'electricitat. La resta d'aigua que no ha vaporitzat es retorna a la reserva.
- Cicle binari: Aquest tipus de plantes utilitzen aigua entre 170 i 182 °C, la qual passa a través d'un bescanviador de calor amb l'objectiu de vaporitzar fluids de temperatura d'ebullició inferior (com l'isobutà o l'isopentà). El vapor generat s'utilitza per moure la turbina. L'avantatge d'aquest tipus de plantes és el baix cost i l'alta eficiència que assoleixen.
- Energia a partir de les roques seques i calentes: Aquest sistema consisteix a bombar aigua a través de les roques calentes del centre de la terra, en comptes d'aprofitar l'aigua calenta de l'interior de la terra, per vaporitzar-la i fer moure una turbina. L'avantatge d'aquest tipus d'aprofitament d'energia és que pot ser utilitzar a qualsevol lloc, no només a zones tectòniques actives.

En tots els casos, el vapor condensat i les restes de fluid geotèrmic són retornades al jaciment.

## Tipus de plantes elèctriques
Aquesta font d'energia es pot usar tant per subministrar calor com per generar electricitat. Normalment aquestes tecnologies disponibles es poden dividir en tres categories: les centrals geotèrmiques, les aplicacions d'ús directe i les bombes de calor geotèrmiques. Les centrals geotèrmiques generen electricitat a partir de la perforació de pous, d'un quilòmetre o més de profunditat, per explotar dipòsits subterranis geotèrmics, de vapor d'aigua i aigua molt calenta. En l'actualitat, funcionen tres tipus de centrals de generació elèctrica: 
- Centrals de vapor: utilitzen el vapor geotèrmic directament per fer girar les turbines que produiran l'energia al generador.
- Centrals de transmissió de vapor: aprofiten la calor generada en les reserves geotèrmiques mitjançant un fluid que transmetrà el vapor i la calor.
- Centrals de cicle binari: utilitzen l'aigua subterrània per transferir la calor a un segon líquid que té una temperatura d'evaporació més baixa. Quan aquest líquid s'evapora mou les turbines. Posteriorment aquest vapor es condensa i es reutilitza el líquid de nou.

Aquest últim sistema, en comparació amb els altres, és el que té més perspectives de futur. No emet cap mena de gas atès que és un cicle tancat, i funciona a temperatures interiors de 110 a 160 °C.

## Tipus de fonts geotèrmiques
L'energia geotèrmica s'obté a través de l'extracció de la calor interna de la Terra. Es troben diverses zones amb aigües termals, aquestes poden ser les que s'utilitzen en balnearis o d'altres centres, aquestes aigües estan escalfades per la temperatura de l'interior de la Terra, en les zones on les aigües termals són molt calentes a poc profunditat es fan perforacions, a través de fractures naturals. L'aigua calenta i/o el vapor poden fluir de manera natural, pels impulsos dels fluxos d'aigua i vapor, però també per bombament. Cal seleccionar el mètode a utilitzar en funció del mètode que sigui més rendible econòmicament. No hi ha un sol mètode a l'hora d'aprofitar aquest tipus d'energia, ja que hi ha hagut projectes que en alguns països s'han hagut de desestimar per la seva inviabilitat econòmica, com és el cas del "Hot Dry Rocks (HDR)" a Anglaterra, en canvi en països com França, Austràlia, Alemanya o Suïssa estan tirant endavant.
El magma (roques foses) és una gran font d'energia, ja que les roques sols es troben en estat líquid a temperatures extremadament altes, però amb la tecnologia que hi ha disponible en aquests moments no és possible aprofitar aquest tipus de font, és econòmicament inviable.
Les explotacions per extreure aigua calenta, se'n pot veure una a la figura 5 acostumen a disposar d'un nombre parell de pous, ja que per un s'extreu l'aigua calenta i per l'altre es torna a injectar aigua a l'aqüífer, quan ja està refredada.
Aquest sistema té diversos avantatges:
- Poques probabilitats d'esgotar l'aigua del jaciment, ja que com que contínuament s'injecta l'aigua, el volum es manté constant.
- No hi ha emissions de gasos dissolts, ja que el circuit d'aigua és tancat, aquest fet evita possibles contaminacions a l'exterior.

1. Perforació d'extracció de vapor
2. Injecció d'aigua freda fins a la roca calenta

1. Perforació d'extracció de vapor
2. Bescanviador de calor
3. Edifici de la turbina
4. Refredament
5. Dipòsit de calor subterrània, per l'excés de temperatura
6. Mesura de la perforació
7. Connexió a la xarxa elèctrica

## Tipus de jaciments segons la temperatura de l'aigua

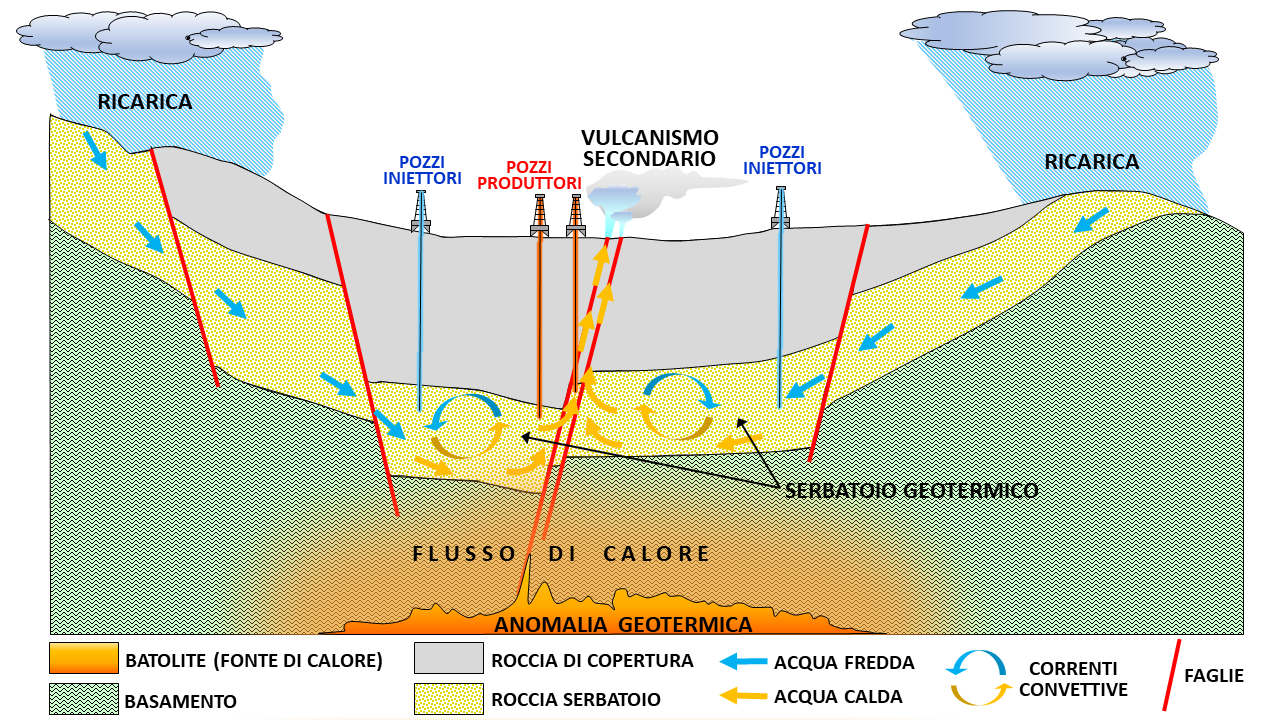
Esquema general d'un sistema hidrotermal que es pot utilitzar com a font d'energia geotèrmica.

### Energia geotèrmica d'alta temperatura
Es troba en zones on la capa de l'escorça encara és activa i la temperatura oscil·la entre els 150 °C i els 400 °C. En aquests casos el vapor surt a la superfície mitjançant una turbina que genera electricitat en ser moguda per la força del vapor. Per a trobar una zona d'on extreure aigua calenta, una zona geotèrmica, cal trobar una capa superior composta de:
- Cobertura de roques impermeables, que permeten la filtració d'aigua.
- Aqüífer o dipòsit de permeabilitat elevada, entre 300 m i 2 km de profunditat.
- Sòl fracturat, permet la circulació de fluids per convecció, així la transferència de calor arriba fins a la superfície.
- Font de calor magmàtica, a una profunditat entre 3 km i 15 km i a una temperatura entre 500 °C i 600 °C.

Les perforacions que cal fer per a extreure l'aigua calenta són gairebé iguals a les que es fan per a extreure petroli dels pous.

### Energia geotèrmica de temperatura mitjana
La temperatura dels fluids dels aqüífers està a temperatures força menys elevades, a temperatures que oscil·len entre els 70 °C i els 150 °C, per a això el rendiment de conversió vapor-electricitat és força menor, en aquest cas cal afegir un component volàtil. Aquest tipus d'energia geotèrmica es pot transformar en centrals elèctriques petites, però és en la distribució a través de la xarxa urbana on l'aprofitament és màxim, s'utilitza per a calefacció i refrigeració, amb màquines d'absorció. Aquesta s'utilitza per a la producció d'electricitat, és necessari que el fluid estigui entre 120 °C i 180 °C.

### Energia geotèrmica de temperatura baixa
S'aprofita en àmplies zones, en zones més àmplies que la que treballa a temperatures altes o mitges. Es pot trobar a les conques sedimentàries, el fluid d'aquestes conques es troba a una temperatura entre 50 °C i 70 °C.

### Energia geotèrmica de molt baixa temperatura
S'utilitza per a donar servei a les necessitats domèstiques, urbanes i agrícoles. Els fluids que es poden trobar estan a unes temperatures entre 20 °C i 50 °C.
Tant l'energia geotèrmica a baixa temperatura com l'energia geotèrmica a molt baixa temperatura són molt útils per als sistemes de calefacció urbans, a través de circuits tancats.

## Centrals geotèrmiques de producció d'energia
La principal planta geotèrmica es troba en la Toscana, a prop de la ciutat de Pisa i és la central geotèrmica de Larderello. Una imatge de la central en la part central d'una vall i la visió de quilòmetres de canonades d'un metre de diàmetre que van cap a la central tèrmica mostren l'impacte paisatgístic que genera.
Catalunya és capdavantera a Europa de grans projectes d'energia geotèrmica, un dels quals, per exemple, n'és el projecte geotèrmic de l'Hospital de Sant Pau, que amb 307 pous té les instal·lacions geotèrmiques majors de la Unió Europea.